# 马尔科·菲凯拉

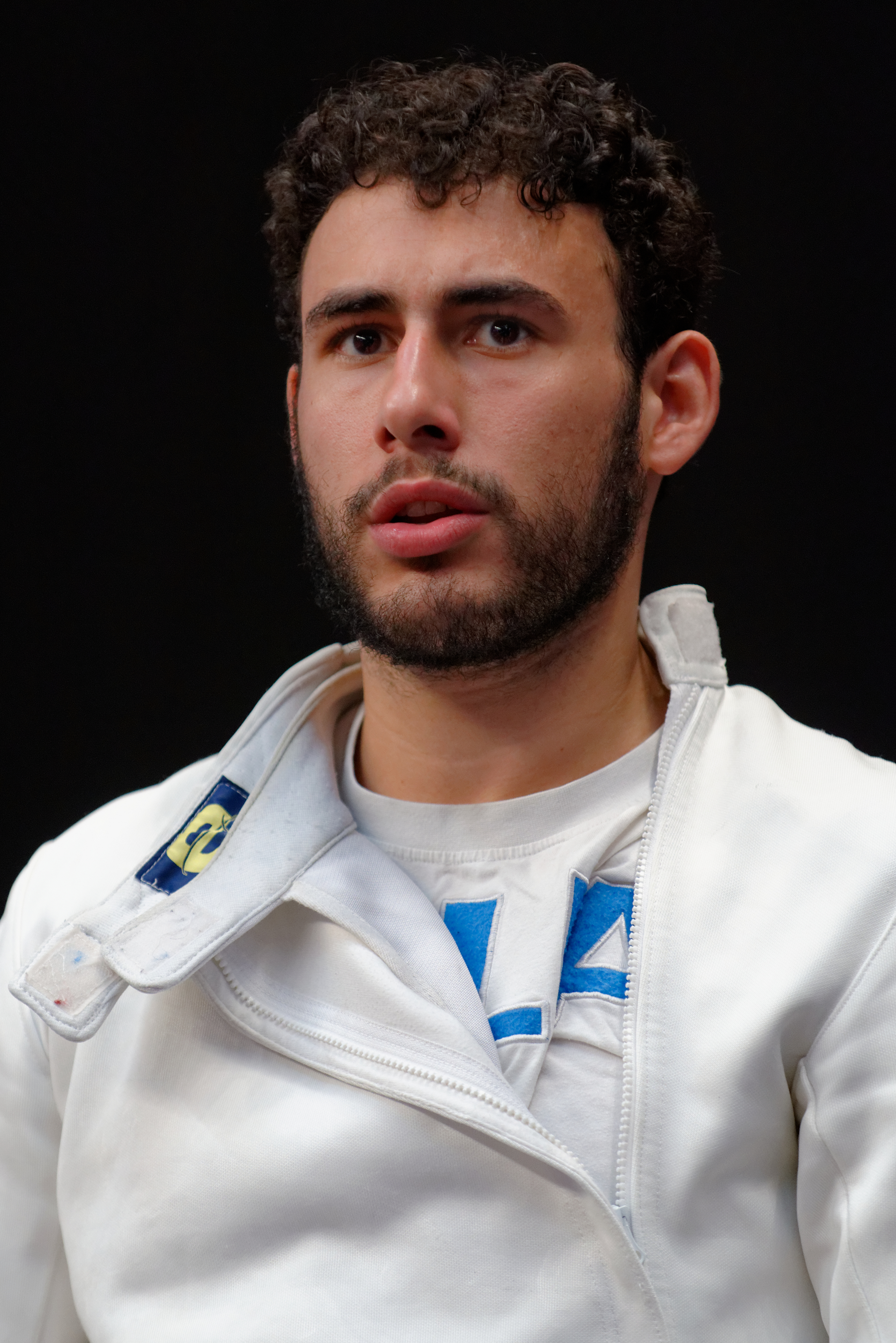
馬爾科·菲凱拉（2014年）

马尔科·菲凯拉（義大利語：Marco Fichera，1993年4月15日—）生于阿奇雷亚莱，是一名意大利击剑运动员，曾获得2010年夏季青年奥林匹克运动会男子个人重剑金牌和2016年夏季奥林匹克运动会男子团体重剑银牌。